# Musashi (thiết giáp hạm Nhật)
Musashi (tiếng Nhật: 武蔵, Vũ Tàng), tên được đặt theo tên một tỉnh cũ của Nhật Bản, là một thiết giáp hạm của Hải quân Đế quốc Nhật Bản trong Thế Chiến II, và là soái hạm của Hạm đội Liên hợp Nhật Bản. Nó là chiếc thứ hai trong lớp Yamato, và nó cùng với chiếc tàu chị em với nó, chiếc Yamato, là những thiết giáp hạm lớn nhất và nặng nhất từng được chế tạo,
 với trọng lượng rẽ nước khi đầy tải lên đến 72.800 tấn và được trang bị chín khẩu pháo 460 mm (18,1 inch).
Được chế tạo từ năm 1938 đến năm 1941 và được chính thức đưa ra hoạt động vào mùa Hè năm 1942, Musashi phục vụ như là soái hạm của các Đô đốc Tư lệnh Hạm đội Liên hợp Yamamoto Isoroku và Mineichi Koga trong năm 1943. Trong suốt năm 1943, Musashi hầu như ở lại các cảng chính tại Truk, Kure và Brunei, di chuyển nhiều lần giữa các căn cứ này đối phó các cuộc không kích của Mỹ. Musashi bị máy bay Mỹ đánh chìm vào ngày 24 tháng 10 năm 1944 trong trận chiến vịnh Leyte.

## Thiết kế và chế tạo
Musashi là chiếc thứ hai trong lớp thiết giáp hạm hạng nặng Yamato, được Hải quân Đế quốc Nhật Bản thiết kế vào năm 1937. Musashi và những con tàu chị em với nó được chế tạo với khả năng có thể đối địch cùng một lúc với nhiều tàu chủ lực đối phương, như là một phương thức bù trừ cho sự yếu kém của Nhật Bản về tiềm năng sản xuất công nghiệp không thể so được đối với Hải quân Hoa Kỳ. Với mỗi chiếc tàu chiến lớp Yamato với trọng lượng rẽ nước trên 70.000 tấn, người ta kỳ vọng vào hỏa lực cực mạnh của Musashi cùng các tàu chị em với nó thể vượt qua sức mạnh công nghiệp của Hoa Kỳ.
Lườn của chiếc Musashi được đặt vào ngày 29 tháng 3 năm 1938 tại xưởng tàu của Mitsubishi ở Nagasaki, và được đặt tên là "Thiết giáp hạm Số 2". Trong suốt quá trình chế tạo, những tấm bạt lớn được treo lên và những nhà xưởng được sắp đặt có dụng ý ngăn trở người bên ngoài nhìn thấy được việc chế tạo. Việc ngụy trang này có hiệu quả đến mức Tòa Lãnh sự Mỹ ở phía đối diện bên kia vịnh nơi chiếc Musashi được chế tạo đã không hề biết đến sự hiện diện của nó trong quá trình chế tạo. Vì kích cỡ vĩ đại của con tàu, ụ tàu tại Nagasaki và các thiết bị chế tạo đã phải được cải tiến đáng kể để phù hợp với thân chiếc Musashi. Musashi được hạ thủy vào ngày 1 tháng 11 năm 1940, và Thuyền trưởng (sau này là Phó Đô đốc) Kaoru Arima được chỉ định làm Sĩ quan Trang bị trưởng đầu tiên của con tàu.

### Vũ khí trang bị
Dàn pháo chính của chiếc Musashi bao gồm chín khẩu pháo 460 mm (18,1 inch) Kiểu 94, cỡ nòng pháo hải quân lớn nhất từng được trang bị trên một tàu chiến. Mỗi khẩu dài 21,1 m (69 ft 3 in), nặng 147,3 tấn và có khả năng bắn các đầu đạn nổ hoặc xuyên thép đi xa 42 km (26 dặm).
Pháo hạng hai của nó gồm có: 12 pháo 155 mm (6,1 inch) bố trí trên bốn tháp pháo ba nòng (một phía trước, hai ở giữa và một phía sau tàu) và 12 pháo 127 mm (5 inch) bố trí trên sáu tháp súng đôi (ba chiếc mỗi bên ở giữa tàu). Thêm vào đó, Musashi còn trang bị 24 súng phòng không 25 mm (1 inch) chủ yếu được bố trí ở giữa tàu. Khi được cải tạo vào năm 1944, cấu trúc pháo hạng hai của nó được chuyển thành 6 pháo 155 mm (6,1 inch), 24 pháo 127 mm (5 inch) và 130 súng phòng không 25 mm (1 inch) nhằm chuẩn bị cho những trận đọ súng hải chiến tại Nam Thái Bình Dương.

## Lịch sử hoạt động

### 1942: Đưa vào hoạt động – Thử nghiệm
Vào ngày 5 tháng 8 năm 1942, Musashi được đưa vào hoạt động tại Nagasaki, và Arima Kaoru được chỉ định làm Thuyền trưởng; nó gia nhập Đội Thiết giáp hạm 1 cùng những chiếc Yamato, Nagato và Mutsu cùng ngày hôm đó. Từ ngày 3 đến ngày 28 tháng 9 năm 1942, Musashi được trang bị dàn hỏa lực hạng hai, bao gồm 12 pháo 127 mm (5 inch), 36 súng phòng không 25 mm (1 inch) và bốn súng máy hạng nặng 13,2 mm, cùng các thiết bị radar bổ sung.
Trong suốt tháng 10 và tháng 11, Musashi thực hiện các chuyến đi thử và thực tập tác xạ tại vùng biển gần Kure. Vào tháng 12 năm 1942, sau các đợt thực hành máy bay cùng tàu sân bay Zuikaku, Musashi được công bố đi vào hoạt động.

### 1943: Soái hạm của Hạm đội Liên hợp
Vào ngày 18 tháng 1 năm 1943, Musashi rời Kure hướng đến đảo san hô Truk, và đến nơi bốn ngày sau. Sang ngày 11 tháng 2 năm 1943, Musashi thay thế cho chiếc thiết giáp hạm chị em với nó Yamato để trở thành soái hạm của Hạm đội Liên hợp dưới quyền chỉ huy của Đô đốc Yamamoto Isoroku. Ngày 1 tháng 4 năm 1943, Yamamoto rời khỏi chiếc Musashi và bay đến Rabaul thuộc quần đảo New Britain để đích thân chỉ đạo chiến dịch I-Go, cuộc không kích của quân Nhật tại quần đảo Solomon. Mười lăm ngày sau, do giải mã được các bức điện nhờ hệ thống Ultra, máy bay Mỹ đã tổ chức phục kích và Yamamoto bị giết khi máy bay của ông bị bắn rơi đang khi trên đường từ New Britain đến Ballale thuộc Bougainville. Vào ngày 23 tháng 4 năm 1943, di hài của Yamamoto sau khi hỏa táng được đưa đến Truk và được đặt trong cabin của ông trên chiếc Musashi, nơi các sĩ quan của Hạm đội Liên hợp đến kính viếng lần cuối.

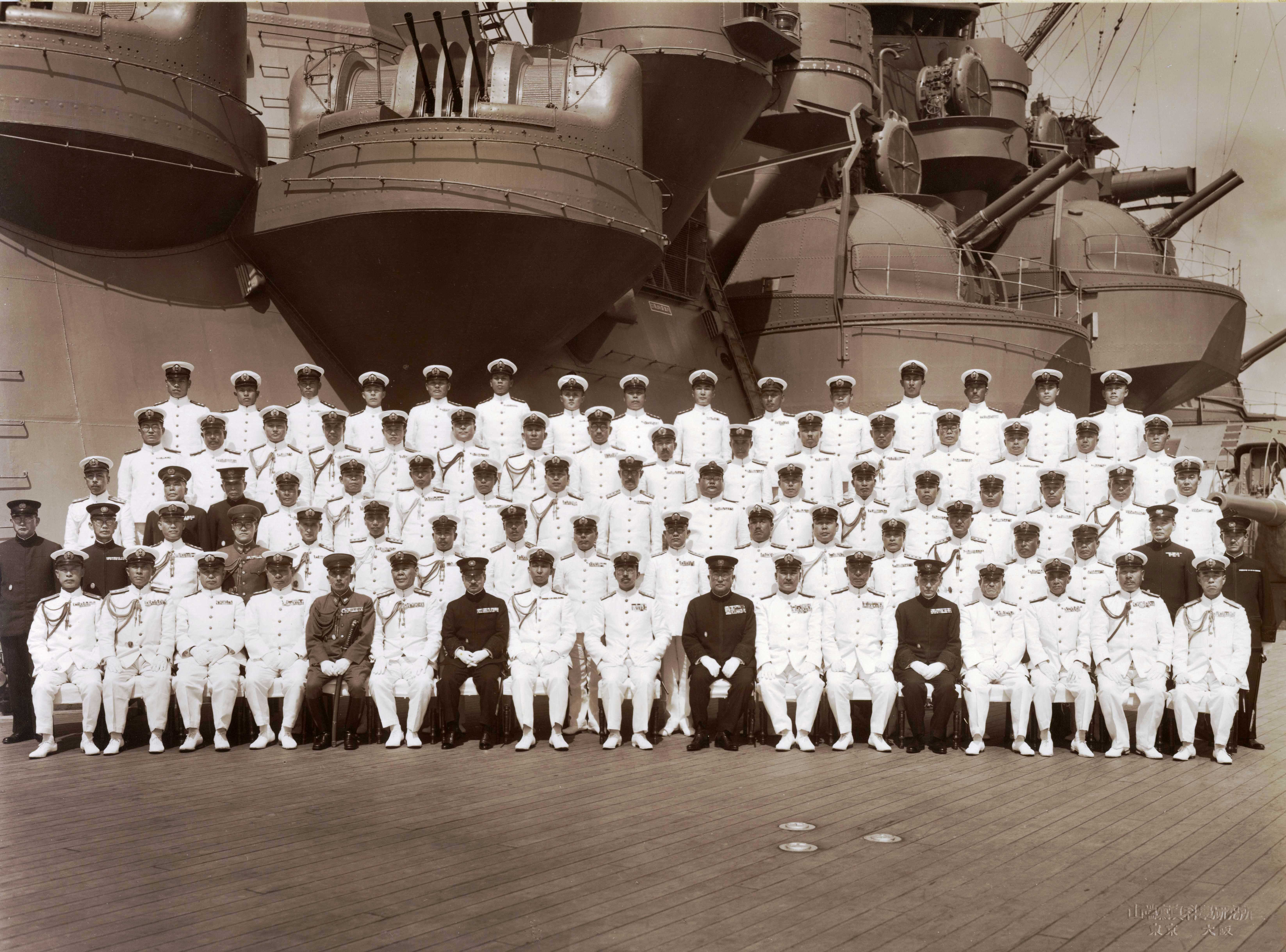
Nhật Hoàng Hirohito và Bộ Tham mưu trên chiếc Musashi, ngày 24 tháng 6 năm 1943.

Ngày 17 tháng 5 năm 1943, đáp trả lại việc quân Mỹ chuẩn bị tấn công vào đảo Attu, Musashi cùng với hai tàu sân bay hạng nhẹ, hai tàu tuần dương và chín tàu khu trục, được bố trí đến khu vực Bắc Thái Bình Dương. Khi không gặp được lực lượng đối phương, Musashi di chuyển về Nhật Bản để đưa di hài Đô đốc Yamamoto về Kure vào ngày 23 tháng 5 nhằm chuẩn bị cho việc an táng theo nghi lễ cấp quốc gia Liền ngay sau đó, Musashi gia nhập một lực lượng lớn hơn đáng kể nhằm phản công hạm đội Mỹ ngoài khơi Attu. Tuy nhiên, do Attu thất thủ trước khi lực lượng Hải quân Nhật có thể tập trung đầy đủ, kế hoạch phản công bị hủy bỏ và Musashi quay trở về Nhật Bản.
Ngày 24 tháng 6 năm 1943, trong khi đang được đại tu và sửa chữa tại Yokosuka, Musashi được Nhật Hoàng Hirohito và các tướng lãnh hải quân cao cấp đến viếng thăm. Được chuyển đến Kure ngày 1 tháng 7 năm 1943, Musashi vào ụ tàu cùng ngày hôm đó. Từ ngày 1 đến ngày 8 tháng 7, Musashi được nâng cấp các thiết bị kiểm soát hỏa lực và radar. Sau nhiều lần di chuyển giữa các căn cứ trong vùng biển nhà, Musashi lên đường ngày 31 tháng 7 đi đến Truk, và đến nơi sáu ngày sau.
Ngày 18 tháng 9 năm 1943, Musashi rời Truk cùng ba thiết giáp hạm khác nhằm phản công các đợt không kích của Hải quân Mỹ nhắm vào các đảo Eniwetok và Brown. Bảy ngày sau, hạm đội quay trở về Truk mà không bắt gặp được lực lượng đối phương. Sang tháng 10, do những nghi ngờ về một kế hoạch của Mỹ không kích lên đảo Wake, Musashi dẫn đầu một hạm đội lớn dưới quyền chỉ huy của Đô đốc Mineichi Koga: ba tàu sân bay, sáu thiết giáp hạm và mười một tàu tuần dương nhằm đánh chặn lực lượng Mỹ. Sau khi không bắt gặp được lực lượng đối phương, hạm đội quay trở về Truk ngày 26 tháng 10 năm 1943. Suốt thời gian còn lại của năm 1943, chiếc thiết giáp hạm ở lại vũng biển san hô Truk, nơi mà vị thuyền trưởng đương nhiệm được thăng chức và Thuyền trưởng Asakura Bunji tiếp nhận quyền chỉ huy chiếc Musashi vào ngày 7 tháng 12 năm 1943.

### 1944: Chiến đấu và bị mất
Musashi ở lại Truk cho đến ngày 10 tháng 2 năm 1944, khi nó quay về Yokosuka cùng ba tàu nhỏ. Ngày 24 tháng 2, Musashi rời Yokosuka cùng hai tiểu đoàn đặc biệt Lục quân Nhật với quân trang để đi đến Palau. Cùng ngày hôm đó, trên đường đi, nhóm chiến đấu của Musashi gặp phải một cơn bão làm cuốn trôi phần lớn hàng tiếp liệu chất trên sàn chiếc thiết giáp hạm. Musashi đi đến Palau ngày 29 tháng 2 năm 1944, và ở lại căn cứ này cho đến hết tháng tiếp theo. Ngày 29 tháng 3 năm 1944, đề phòng cuộc không kích của quân Mỹ xuống hòn đảo này, Musashi rời khỏi Palau dưới sự che khuất của bóng đêm. Ngay sau khi rời khỏi Palau, Musashi và các tàu hộ tống bị tàu ngầm Mỹ Tunny tấn công với sáu quả ngư lôi nhắm vào chiếc thiết giáp hạm. Nhờ các tàu hộ tống phát hiện các đợt sóng ngư lôi, Musashi đã có thể né tránh được năm trong số sáu quả ngư lôi. Một quả đã đánh trúng gần mũi tàu, khiến ngập nước phòng dò âm dưới nước và thiệt mạng 18 người.

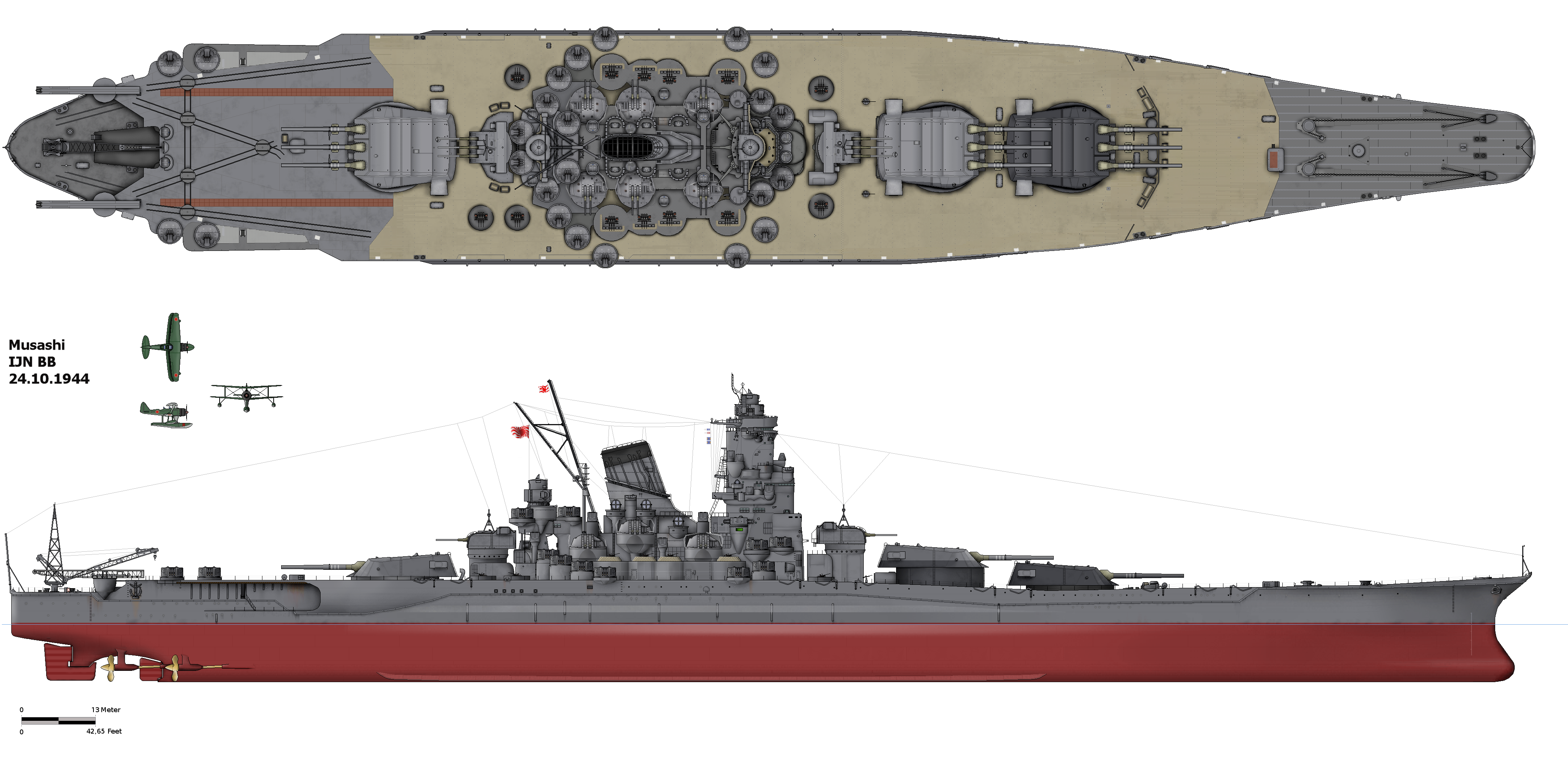
Hình vẽ chiếc Musashi như nó hiện hữu vào năm 1944.

Ngày 3 tháng 4, Musashi về đến Kure để sửa chữa. Từ ngày 10 đến ngày 22 tháng 4 năm 1944, Musashi được sửa chữa và nâng cấp, được trang bị radar mới, các đường ray thả mìn sâu và nâng cấp khả năng phòng không. Khi nó rời ụ tàu ngày 22 tháng 4, dàn pháo hạng hai của Musashi bao gồm sáu khẩu 155 mm (6.1 inch), 12 khẩu 127 mm (5 inch), 130 khẩu phòng không 25 mm và bốn súng máy 13 mm.
Tháng 5 năm 1944, Musashi rời Kure đi đến Okinawa, rồi đi đến Tawitawi cùng với Hạm đội 2 Nhật Bản dưới quyền chỉ huy của Phó Đô đốc Jisaburo Ozawa. Ngày 10 tháng 6 năm 1944, Musashi rời Tawitawi hướng đến Biak với ý định phản công cuộc đổ bộ của lực lượng Mỹ xuống hòn đảo này. Hai ngày sau, khi Ozawa nhận được tin tức về cuộc tấn công của Mỹ xuống Saipan, Hạm đội 2 chuyển hướng từ Biak đến quần đảo Mariana. Trong trận chiến biển Philippine, Musashi hộ tống các tàu sân bay nhanh của Hạm đội 2 Nhật Bản. Tiếp theo sau thất bại tai hại của Nhật trong trận đánh này với hai tàu sân bay và khoảng 450 máy bay bị mất, Hạm đội 2 quay trở về Nhật Bản. Vào ngày 10 tháng 7 năm 1944, Musashi rời Okinawa đi Singapore cùng chiếc tàu chị em với nó Yamato.

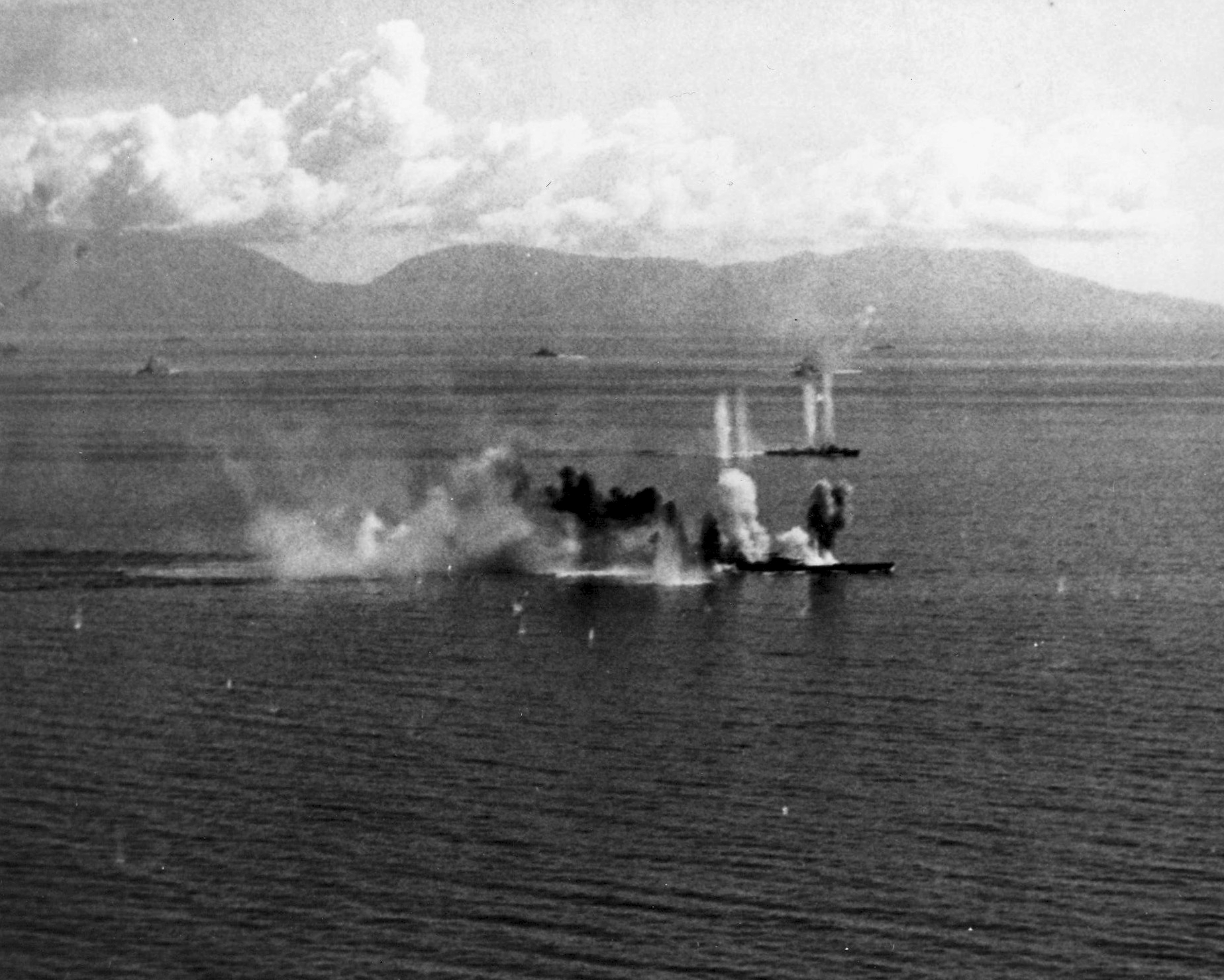
Musashi đang bị máy bay từ tàu sân bay Mỹ tấn công trong Hải chiến vịnh Leyte.

Vào ngày 18 tháng 10 năm 1944, Musashi gia nhập lực lượng hạm đội chính Nhật Bản tại Brunei để chuẩn bị cho Chiến dịch Sho-1, một cuộc phản công được hoạch định chống lại cuộc đổ bộ lên đảo Leyte của quân Đồng Minh. Kế hoạch của Nhật Bản dự định sử dụng lực lượng tàu sân bay của Đô đốc Ozawa để nhử lực lượng tàu sân bay Mỹ ở phía Bắc đảo Leyte, khiến cho lực lượng trung tâm của Phó Đô đốc Takeo Kurita có thể tiến vào vịnh Leyte và tiêu diệt lực lượng đổ bộ của Mỹ ở đảo này. Nhằm mục đích này, năm thiết giáp hạm, kể cả chiếc Musashi, và mười tàu tuần dương hạng nặng rời Brunei ngày 20 tháng 10 hướng đến Philippines.
Không lâu sau khi lực lượng rời khỏi Brunei, hai tàu ngầm Mỹ đã phóng ngư lôi và đánh chìm hai tàu tuần dương hạng nặng của Kurita, kể cả soái hạm của Kurita là chiếc Atago; buộc Kurita phải chuyển cờ hiệu của mình sang chiếc Yamato. Sang ngày 24 tháng 10 năm 1944, trong khi đang di chuyển ngang qua biển Sibuyan, lực lượng trung tâm của Kurita chịu đựng một cuộc không kích nặng nề của lực lượng đặc nhiệm tàu sân bay Mỹ gồm năm đợt riêng biệt. Khởi đầu trận chiến, phi công Mỹ từ các tàu sân bay, chủ yếu là từ Essex, Franklin và Intrepid, tập trung xoáy vào điểm yếu của chiếc Musashi là khiếm khuyết ở vỏ giáp gần mũi con tàu, và đã gây hư hỏng nặng cho con tàu trong ba đợt tấn công đầu tiên, khiến tốc độ của con tàu bị giảm xuống còn 18 km/h (10 knot). Khi mọi sự đã trở nên rõ ràng là con tàu không thể chịu đựng thêm hư hỏng, thuyền trưởng chỉ huy tàu là Chuẩn Đô đốc Inoguchi dự định làm mắc cạn con tàu tại một hòn đảo lân cận. Tuy nhiên, Musashi bị chìm vào lúc 19 giờ 36 phút sau khi bị áp đảo với 17 quả bom và 9 quả ngư lôi trúng đích. Có 1.023 người trong tổng số 2.399 thành viên thủy thủ đoàn thiệt mạng, số còn lại được các khu trục hạm Nhật cứu vớt nhiều giờ sau đó. Mười tám máy bay Mỹ đã bị mất trong trận tấn công này.